# Craugastor psephosypharus
Espèce
Synonymes
- Eleutherodactylus psephosypharus Campbell, Savage & Meyer, 1994

Statut de conservation UICN

 NT  : Quasi menacé
Craugastor psephosypharus est une espèce d'amphibiens de la famille des Craugastoridae.

## Répartition
Cette espèce se rencontre de 150 à 1 170 m d'altitude dans le nord du Guatemala et au Belize.
Sa présence est incertaine au Honduras.

## Publication originale
- Campbell, Savage & Meyer, 1994 : A new species of Eleutherodactylus (Anura: Leptodactylidae) of the rugulosus group from Guatemala and Belize. Herpetologica, vol. 50, no 4, p. 412-419.